# Mirabilis (empresa)
A Mirabilis foi uma empresa israelense de software. Foi mais conhecida por ter sido responsável pelo desenvolvimento do software de mensagens instantâneas ICQ.
Quando lançou o programa, em 1996, por quatro israelenses - Arik Vardi, Yair Goldfinger, Sefi Vigiser e Amnon Amir -, a Mirabilis tornou-se mundialmente conhecida e seu software teve rápida aceitação; iniciava-se a era dos Mensageiros Instantâneos, ou Instant Messengers. 
No auge do sucesso do programa, em 1999, a empresa foi vendida à gigante da internet mundial AOL por US$ 287 milhões, um valor absurdamente grande para a época.
A mesma negociou a venda do ICQ em 2009 por US$ 300 milhões mas em 28/04/2010 a Digital Sky Technologies (a maior empresa de internet dos países soviéticos), comprou o ICQ por US$ 187,50 milhões.